# Aguapanela
L'aguapanela, agua de panela o agüepanela è una bevanda che si trova comunemente in tutto il Sudamerica e in alcune parti dell'America Centrale e dei Caraibi. La sua traduzione letterale significa "acqua di panela", in quanto si tratta di un'infusione fatta con la panela, che è ricavata dal succo della canna da zucchero indurita.
Benché esistano varianti di ricette in tutto il Sudamerica, essa è popolare soprattutto in Colombia e in parti del Brasile dove si consuma come un tè in alternativa al caffè. In Ecuador, Cile e Perù è offerto con lievi varianti. In Colombia, si beve comunemente con una traccia di limone, quasi come si consuma un tè.

## Preparazione
L'aguapanela si fa sciogliendo i frammenti di panela in acqua e mescolando finché non siano interamente entrati in soluzione. La bevanda può essere servita calda o fredda, spesso aggiungendo limone o lime. Nella forma calda, a volte si aggiunge latte o un pezzo di formaggio al posto del succo di frutta.
In Colombia, il caffè nero si prepara spesso con l'aguapanela invece che con acqua e zucchero, conferendogli un gusto particolare molto apprezzato.

## Usi
Sono state fatte molte asserzioni circa gli effetti benefici dell'aguapanela, sulla base di credenze come il fatto che abbia più vitamina C del succo d'arancia o altrettanti minerali reidratanti del Gatorade. La credenza popolare la considera anche una bevanda utile per il trattamento dei raffreddori. Oggi, l'aguapanela è passata dall'essere una bevanda da tute blu a una che si può trovare come un tè nelle più esclusive boutique del caffè in Colombia.
Il canelazo è una versione alcolica dell'aguapanela con l'aggiunta di cannella e aguardiente. Quando si serve si strofina dello zucchero sui bordi del bicchiere.

## Aspetti socioeconomici
Poiché la panela è un cibo relativamente a buon mercato, prodotto localmente, molti degli agricoltori in Colombia, specialmente i contadini, ricavano da essa la maggioranza del loro apporto calorico. In molti casi la panela e piccole quantità di riso e banane plantain sono i soli cibi disponibili, a causa della scarsità e dei prezzi elevati di altri prodotti ricchi di proteine, come la carne e il latte. Questo fenomeno causa nella popolazione infantile un alto tasso di malnutrizione del tipo kwashiorkor. Il governo colombiano tenta di alleviare questa situazione fornendo ai poveri farina derivata dalla soia come fonte di proteine.